# Abdul Kerim Nadir-paša
Abdul Kerim Nadir-paša (1807. – 1883.), poznat još kao i 'Abd al-Karim Nadir-paşa bio je turski general.
Vojnu akademiju završio je u Istanbulu, a više vojno obrazovanje stekao je u Beču. U Krimskom ratu zapovijedao je snagama iz Anatolije. Postigao je neke uspjehe u Crnogorsko-turskom ratu iz 1862. godine. Kao ministar rata za vrijeme vladavine sultana Murata V. napravio je reorganizaciju turske vojske. Uspješno je vodio rat protiv Srbije 1876., no kasnije je zbog neuspjeha Dunavskih postrojbi tijekom Rusko-turskog rata smijenjen i prognan na otok Rodos, gdje je i umro.